# نهائي كأس البرتغال 2004
نهائي كأس البرتغال 2004 هي المباراة النهائية من منافسة كأس البرتغال 2003–04، أقيمت المباراة في 2004، في ملعب ناكيونال، بين فريقي نادي بنفيكا، ونادي بورتو، وفاز فيها نادي بنفيكا، بعد أن هزم نادي بورتو، بنتيجة 2 - 1، وكان حكم المباراة لوسيليو باتيستا.

## تفاصيل المباراة
لعبت المباراة النهائية في 2004.
| نادي بنفيكا | 2 -1 | نادي بورتو |
| ----------- | ---- | ---------- |
|             |      |            |